# 竹簾彎錦蛤
竹簾彎錦蛤（学名：Nuculana husamaru）为彎錦蛤科彎錦蛤屬下的一个种。

## 扩展阅读
- 維基物種上的相關：竹簾彎錦蛤